# Polaire covalente binding
Een polaire covalente binding of polaire atoombinding is een vorm van covalente binding, die voorkomt wanneer atomen van twee verschillende elementen met verschillende elektronegativiteiten zich binden. Hierdoor ontstaat er een ongelijke verdeling van elektronen. Voorbeelden van moleculen met polaire atoombindingen zijn water (H2O) en waterstofchloride (HCl). De covalentie-elektronen in dit soort bindingen worden sterker aangetrokken door het meest elektronegatieve atoom dan door het minder elektronegatieve. Daardoor ontstaat een molecuul dat aan de ene kant licht positief geladen is en aan de andere kant licht negatief.
In waterstofchloride bijvoorbeeld, heeft het chlooratoom een grotere aantrekkingskracht op de elektronen dan het waterstofatoom. Omdat elektronen negatief geladen zijn, wordt het chlooratoom licht negatief, en het waterstofatoom wordt door een vermindering van de invloed van negatieve elektronen licht positief. In watermoleculen is het zuurstofatoom licht negatief geladen, terwijl de waterstofatomen positief zijn.
Door een polaire atoombinding ontstaat een dipoolmolecuul, ook wel een polair molecuul genoemd. Ze werken als kleine magneetjes, zodat ze andere dipoolmoleculen aantrekken. De wijze waarop meerdere dipoolmoleculen bij elkaar blijven hangen, wordt de dipool-dipoolbinding genoemd.
Eigenlijk is "de polaire atoombinding" op te vatten als de overgang van de zuivere atoombinding naar de ionbinding.
Bij polaire covalente bindingen vallen het positieve en negatieve centrum niet samen.